# 梅卡尼克斯維爾 (喬治亞州格威內特縣)
梅卡尼克斯維爾（英語：Mechanicsville）是位於美國喬治亞州格威內特縣的一個非建制地區。該地的面積和人口皆未知。

## 地理
梅卡尼克斯維爾的座標為33°55′39″N 84°14′33″W / 33.92750°N 84.24250°W，而該地的平均海拔高度為323米（即1060英尺）。